# Perrig Quéméneur
Perrig Quéméneur (født Landerneau, 26. april 1984) er en fransk tidligere professionel cykelrytter.